# 堅定支持特派團

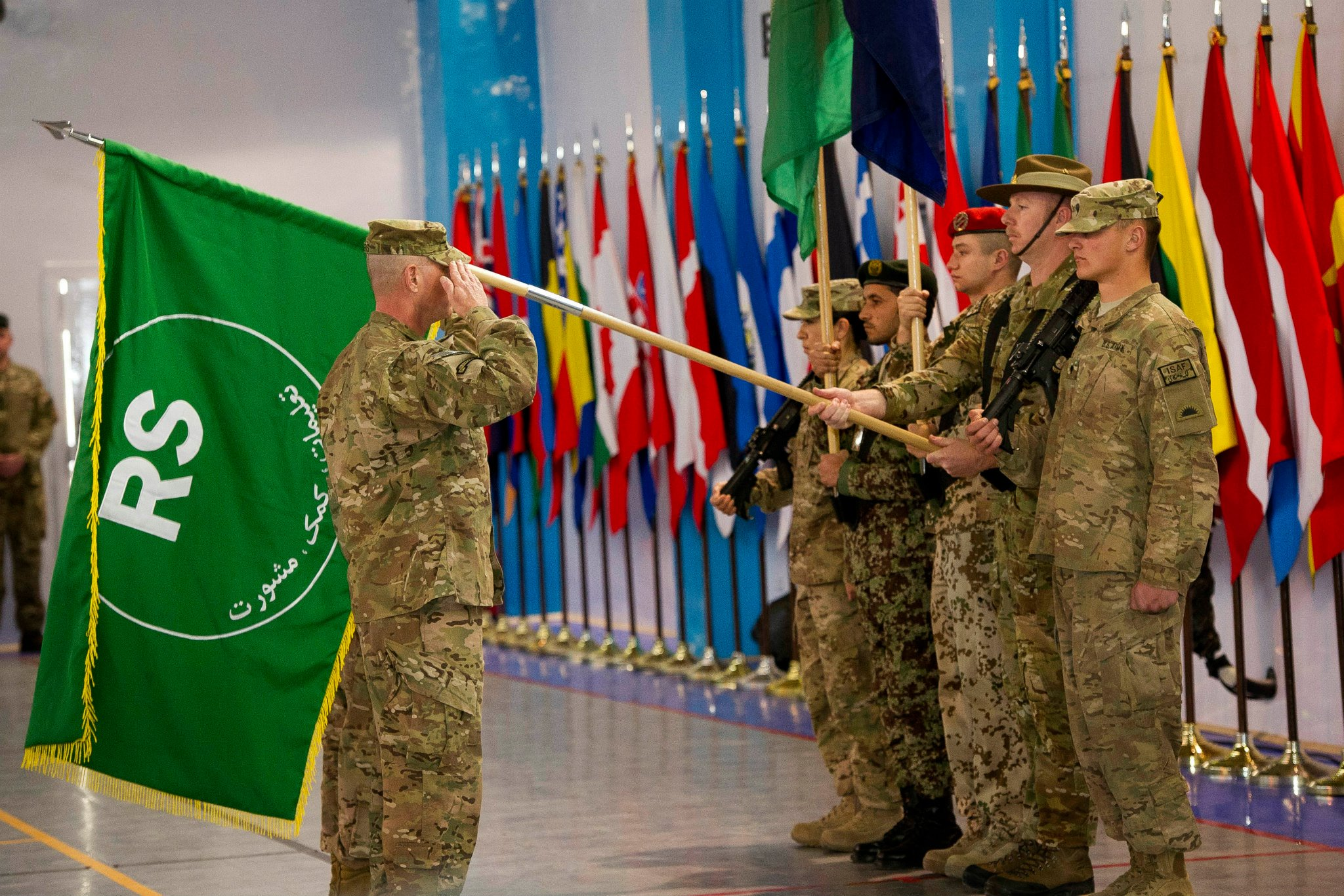
2014年12月28日，在阿富汗喀布尔，國際安全援助部隊（ISAF）改为“坚决支持代表团”（Resolute Support）仪式

坚决支持特派团（英语：Resolute Support Mission；缩写：RSM）或“坚定支持任务”是一项由北约领导的训练、咨询和协助任务框架下任务组成的联合部队，由大约7772名驻阿富汗联军部队人员组成，其计划于2015年1月1日开始执行并在后期其部队赴阿富汗参加行动。这是國際安全援助部隊（ISAF）的后续任务组织，其下属部队于2014年12月28日完成组建。
2021年4月14日，北约宣布RSM将在5月1日之前开始撤出“坚定支持特派团”及下属部队，后于2021年9月初正式解散。

## 建立基础
该计划“坚定支持任务”（RSM）是由北约成员国的各外事部长批准于2014年6月下旬建立。后期相应的驻军地位协议是由时任阿富汗共和国总统阿什拉夫·加尼和与北约驻阿富汗高级民事代表Maurits Jochems在喀布尔2014年9月30日签署的。在联合国安理会一致通过了联合国安理会2189号决议后，支持其在阿富汗进行新的国际任务，为该组织确立了法定基础。

## 目标和部署
此次任务的目标是为阿富汗安全部队和机构在与塔利班及其附属组织哈卡尼网络和伊斯兰国等极端组织的冲突中为阿军安全部队提供培训、建议和援助。
“坚定支持特派团”由来自北约和阿富汗伊斯兰共和国伙伴国家的大约1.7万名人员组成，中心枢纽设在喀布尔和巴格拉姆机场，“四条辐散”训练计划由其代表团下属的训练咨询协助司令部(TAACs)组成，直接为6个阿富汗国民军陆军军团中的4个提供训练和其他支持。将训练顾问协助指挥中心模式取代了以前的单独的地区指挥中心模式。TAAC东部协助团来自拉格曼甘贝里港的第201兵团，TAAC南部协助团来自坎大哈国际机场的第205兵团，TAAC西部协助团来自赫拉特的第207兵团，TAAC北部覆盖团来自马扎里沙里夫的第209兵团
位于该国东南部的第203军团不时会见来自TAAC东部的顾问（一名消息人士称这是“飞行咨询”）西南部的215军团得到TAAC南部部队的支持。
2016年7月6日，星期三，美国总统奥巴马在白宫发布的最新消息中表示，在约翰·W·尼科尔森将军、参谋长联席会议主席约瑟夫·邓福德将军和美国国防部部长阿什顿·卡特共同提出建议后，截至2016年12月，美国将有大约8400名士兵留在阿富汗。
2016年12月31日，9800人的剩余部队撤离，仅留下8400人驻扎在四个驻军基地（喀布尔、坎大哈、巴格拉姆和贾拉拉巴德）。
阿富汗重建特别监察委员会监察长（SIGAR）由阿富汗伊斯兰共和国国会任命，负责监督国会为实施阿富汗重建计划提供的1172.6亿美元资金。SIGAR的“2018年4月30日提交给国会的季度报告”称，“（截至2018年1月31日），全国14.5%的地区处于叛乱分子控制或影响之下，另有29.2%的地区存在争议。”

## 在阿富汗的编成
截至2019年，参与这项任务的部队包括8475名训练和帮助阿富汗部队的美国军人和大约5500名前线参与反恐任务的美国军人，以及8673名盟军士兵和27000名军事承包商人员。
一种新型、实验性的美国部队“安全部队援助旅”，于2018年2月开始部署到阿富汗支持任务中
2018年7月，英国宣布将向阿富汗增派440名英国军人。新增人员中约一半是在2018年8月部署的，另一半是在2019年2月部署的。到2019年初，英国在阿富汗的总人数从650人增加到1090人。
以下国家驻扎数据分别截止于2021年2月（撤军前公布的完整统计数据）和2021年7月有下列外国特派团人员驻扎阿富汗（以国家为单位）: